# 에미리트 클럽
에미리트 클럽(아랍어: نادي الامارات)은 라스알카이마에 위치한 아랍에미리트의 축구 클럽이다. 1969년 지역 축구 클럽이었던 오만과 알콰디시야의 합병으로 설립되었다.

## 우승 기록

#### 국내
- UAE 프레지던트컵

우승 (1): 2010
- UAE 슈퍼컵

우승 (1): 2010

## 선수 명단

### 현역
참고: FIFA 자격 규정에 따라 소속된 국가대표팀 국기를 표시합니다. 선수는 복수의 FIFA 비회원국 국적을 가지고 있을 수 있습니다.
| 번호 | 포지션 | 국적 | 이름        |
| ---- | ------ | ---- | ----------- |
| 3    | DF     |      | 루안 알레망 |

| 번호 | 포지션 | 국적 | 이름 |
| ---- | ------ | ---- | ---- |

## 역대 감독
| 감독                   | 임기      |
| ---------------------- | --------- |
| 이반 하셰크            | 2016~2017 |
| 잘렐 카드리            | 2018~2019 |
| 타릭 섹티위            | 2021      |
| 발테르 젱가            | 2024      |
| 베르토 카르보네 (대행) | 2024~     |